# 抱きしめたい (ビートルズの曲)
「抱きしめたい」（だきしめたい、原題 : I Want To Hold Your Hand）は、ビートルズの楽曲である。レノン＝マッカートニーの作品である本作は、ビートルズの楽曲で初めて4トラック・レコーダーを使用して録音された楽曲の1つとされている。1963年11月にシングル盤として発売され、イギリスでは100万枚を超える予約注文により、発売日にして全英シングルチャートで第1位を獲得した。以後5週連続で1位を獲得し、21週にわたって上位50位以内に残留した。アメリカでは、1964年1月18日付のBillboard Hot 100に初登場45位を獲得し、1964年2月1日にアメリカでは初となる1位を獲得した。以後7週連続で1位を獲得し、15週にわたってチャートインした。
初期の代表作であり、1998年にはグラミーの殿堂入りを果たしている。2018年に『ビルボード』誌が発表したオールタイム・チャートで第48位を獲得。ローリング・ストーンの選ぶオールタイム・グレイテスト・ソング500（2021年版）では第15位にランクされている。

## 背景・曲の構成
ビートルズは、2作目のシングル『プリーズ・プリーズ・ミー』で『メロディ・メイカー』誌と『ニュー・ミュージカル・エクスプレス』誌で1位を獲得したが、アメリカでの配給権を与えられたキャピトル・レコードによりレコードの発売を拒否された。しかし、『ライフ』誌や『ニューズウィーク』誌がビートルズを特集し、ラジオのDJがビートルズの楽曲を放送し始めると、次第にアメリカでもビートルズの知名度と人気が高まったため、キャピトルによるレコード販売が始まった。
1963年初頭にジェーン・アッシャーとの交際を始めたマッカートニーはウィンポル・ストリートにあるリチャード・アラン・ジョン・アッシャーとマーガレット・アッシャーの自宅を間借りしていた。マッカートニーとレノンは新しい執筆拠点となった同邸宅の地下室で、ピアノを使用して本作を制作した。このことについて、レノンは1980年の『プレイボーイ』誌のインタビューで、「1対1で正面から向き合って、僕たちは一緒にたくさんの曲を書いた。『抱きしめたい』もそう。この曲のコードは僕らがジェーン・アッシャーの家にいたときに思いついたもので、ふたりで地下の倉庫でピアノを鳴らしながら"Oh you got that something..."って歌ってたらポールがコードを叩いたんだ。それで僕はポールに『今のをもう一度弾いて！』と言った。あの頃の僕らはそんな感じで曲を作っていた」と語っている。
1994年にマッカートニーは、前述のレノンの発言について「『正面から向き合って』というのは的を射た説明だ。まさにそんな感じ。『抱きしめたい』はまさに2人の共作なんだ」と語っている。音楽評論家のイアン・マクドナルドは、本作の作詞の経緯について「抒情的で柔らかく、2人でランダムにフレーズを考え出し、サウンドに合っているものを繋ぎ合わせた可能性がある」としている。

## レコーディング
「抱きしめたい」のレコーディングは、1963年10月17日にEMIレコーディング・スタジオのスタジオ2で行なわれた。本作は「ジス・ボーイ」と同じく、ビートルズが初めて4トラック・レコーダーを使用してレコーディングを行った楽曲で、完成までに17回録り直されている。1963年10月21日にジョージ・マーティンによってステレオ・ミックスとモノラル・ミックスが作成された。ちなみにステレオ・ミックスに関しては、1965年6月8日に新たに作成され、その後1966年11月7日にはオーストラリアやドイツで発売されたコンピレーション・アルバムのために再び作られている。
なお、1964年1月27日にはパリのパテ・マルコーニスタジオでドイツ語版のレコーディングが行われた（詳細は後述を参照）。

## 発売
「抱きしめたい」のシングル盤は、イギリスでは1963年11月29日にEMIパーロフォンから発売され、B面には「ジス・ボーイ」が収録された。シングル盤は予約だけで100万枚を記録し、発売日の1963年11月29日時点で全英シングルチャートで1位を獲得。初登場1位獲得後、5週連続で1位を獲得し、21週にわたって上位50位以内にチャートインした。
これを受け、ビートルズのレコードの発売を拒否してきたキャピトル・レコードも方針を変え、レコードの発売権の独占契約を締結。1963年12月26日にB面に「アイ・ソー・ハー・スタンディング・ゼア」を収録したシングル盤が発売された。1964年1月18日付のBillboard Hot 100で初登場45位を記録し、2月1日付の同チャートでアメリカでは初となる第1位を獲得。以降7週連続で第1位を獲得し、15週に渡ってチャートインを果たした。また、同1964年度年間ランキングでも第1位。『キャッシュボックス』誌では、8週連続第1位を記録し、年間でも第1位となっている。アメリカだけでも500万枚以上、イギリスでも170万枚以上の売上を記録し、『シー・ラヴズ・ユー』に続いてミリオン・セラーとなった。全世界で1,200万枚を売り上げた本作は、2024年現在世界歴代シングル売上第5位（ギネス・ワールド・レコーズ認定による）である。
アメリカでは、キャピトル・レコードからの1作目のアルバム『ミート・ザ・ビートルズ』にも収録された。イギリスでは、オリジナル・アルバムには未収録となっており、1966年に発売されたコンピレーション・アルバム『オールディーズ』でアルバム初収録となった。このほか『ザ・ビートルズ・ビート』、『ザ・ビートルズ1962年〜1966年』、『ザ・ビートルズ/グレイテスト・ヒッツ』、『リヴァプールより愛を込めて ザ・ビートルズ・ボックス』、『ビートルズ・イン・イタリー』、『20グレイテスト・ヒッツ』、『パスト・マスターズ Vol.1』、『ザ・ビートルズ1』などのコンピレーション・アルバムに収録された。なお、2006年に発売されたシルク・ドゥ・ソレイユのショーのサウンドトラック・アルバム『LOVE』には、ハリウッド・ボウルでのライブ音源とミックスされた音源が収録された。
日本においては、1964年2月5日にデビューシングルとして発売された（東芝音楽工業オデオン・レーベル・OR-1041）。東芝音楽工業では当初、「プリーズ・プリーズ・ミー」を日本でのビートルズのデビュー曲に決めていたが、アメリカでの人気を考慮して急遽発売が前倒しされた。そのため1964年発売当時のレコード番号は『プリーズ・プリーズ・ミー』の方が若い(OR-1024)。また既にジャケット等の印刷が始まった後で発売順が変更されたことから、初期ロットの一部にはジャケットの差し替えが間に合わず『プリーズ・プリーズ・ミー』を第1弾シングルとして掲載しているものがある。その後、日本での1作目のアルバムとして発売された編集盤『ビートルズ!』に収録された。

## 抱きしめたい（ドイツ語）
1964年にドイツ語版「抱きしめたい（ドイツ語）」（原題 : Komm, Gib Mir Deine Hand）が発表された。タイトルの"Komm, Gib Mir Deine Hand"を邦訳すると、「来て、あなたの手を取りたい」という意味になり、オリジナルの「あなたの手を握りたい」と似たようなものになっているが、歌詞は原作をドイツ語訳したものではなく、独自に詩作されたものである。
EMI西ドイツ支部のプロデューサー、オット・デムラーの要請により、ルクセンブルク出身のタレントであるキャミロ・フェルゲンによって歌詞がドイツ語詞に訳された。1964年1月29日にパリのパテ・マルコーニ・スタジオで「シー・ラヴズ・ユー（ドイツ語）」と共に録音された。しかしビートルズは当初ドイツ語版の録音を拒み、当日予約していたスタジオに出向かず、滞在していたホテルに立てこもった。事態の収拾をつけるべくプロデューサーのジョージ・マーティンがホテルに出向きビートルズを説得してスタジオに向かわせたという。彼らがマーティンに反抗したのは、この時が初めてだった。この2曲を収録したシングルは1964年に西ドイツとオーストリアで発売された。
イギリスではビートルズ解散の8年半後の1978年12月2日に発売されたアルバム『レアリティーズ』で初収録となり、アメリカでは1964年7月20日に発売されたキャピトル編集盤『サムシング・ニュー』、日本では1965年5月5日に発売された編集盤『ビートルズ No.5!』に収録された。CD作品では、1988年3月にリリースされたコンピレーション・アルバム『パスト・マスターズ Vol.1』で初収録となった。
2019年に公開された映画『クリス・コルファー』のオープニング・テーマとして使用された。

## 評価・文化的影響
AP通信のシンシア・ローリーは、ビートルマニアへの苛立ちを露わにし、本作について「もうじゅうぶんに聴いただろう。ラジオの天気予報を聞いていても、時報を聞いていても『抱きしめたい』が流れてこないことはありえない」と述べている。
音楽評論家のイアン・マクドナルドは、本作が「アメリカン・ポップスに衝撃を与えた」とし、「黒人であろうと白人であろうと、『抱きしめたい』について聞かれたアメリカのアーティストはみな、ほとんど同じことを言っている。この曲があらゆるものを変化させ、新しい時代を到来を告げたと同時に、自分たちの人生を変えたと」と述べている。ボブ・ディランは「彼らは誰もやったことがないことをやっていた。彼らのコードはとにかく無茶苦茶だけど、ハーモニーがすべてを成立させていた」と語っている。ディランは、一時期本作の一節「I can't hide」を「I get high」と歌っていると勘違いしていて、ビートルズと実際に対面した際に誰もマリファナを吸ったことがないことを知って驚いたことを明かしている。ザ・ビーチ・ボーイズのブライアン・ウィルソンは、本作を初めて聴いた時「体中に衝撃が走ったような気がした」と語っている。
『ローリング・ストーン・アルバム・ガイド』（2004年版）で、ロブ・シェフィールドは、「ビートルズは誰もが一生かけても処理しきれないほどの素晴らしい音楽を残した。スピーカーから炸裂する『抱きしめたい』の情熱的な歌声、ドラム、歌詞、ギター、そして女の子の熱狂的な悲鳴…ビートルズはこの曲を超えることはなかったと言っても侮辱にはならない。誰もこの曲を越えることが出来なかったのだから。人間の騒音の歴史の中で最も喜びに満ちた3分間だ」と評している。
本作は1964年のグラミー賞で最優秀レコード賞にノミネートされた。その後、1998年にグラミーの殿堂入りを果たした。2010年に『ローリング・ストーン』誌が発表した「100 Greatest Beatles Songs」では「ア・デイ・イン・ザ・ライフ」に次ぐ第2位にランクイン。『モジョ』誌が発表した「100 Records That Changed the World」では、リトル・リチャードの「トゥッティ・フルッティ」次ぐ第2位にランクインした。なお、2018年12月時点で「抱きしめたい」は、イギリスで18番目の売上枚数が多いシングルとなっている。「ローリング・ストーンの選ぶオールタイム・グレイテスト・ソング500」（2021年版）では第15位に選ばれている。

## クレジット
※出典
- ジョン・レノン - ボーカル、リズムギター、ハンドクラップ（英語版）
- ポール・マッカートニー - ボーカル、ベースギター、ハンドクラップ
- ジョージ・ハリスン - リードギター、ハンドクラップ
- リンゴ・スター - ドラム、ハンドクラップ

## チャート成績

### 週間チャート
| チャート (1963年 - 1964年)             | 最高位 |
| -------------------------------------- | ------ |
| オーストラリア (Kent Music Report)     | 1      |
| ベルギー (Ultratop 50 Wallonia)        | 3      |
| ベルギー (Ultratop 50 Flanders)        | 6      |
| オランダ (Single Top 100)              | 1      |
| アイルランド (IRMA)                    | 2      |
| ニュージーランド (Lever Hit Parade)    | 1      |
| ノルウェー (VG-lista)                  | 1      |
| スウェーデン (Kvällstoppen Chart)      | 1      |
| UK シングルス (OCC)                    | 1      |
| US Billboard Hot 100                   | 1      |
| US Cash Box Top 100                    | 1      |
| 西ドイツ (Media Control Singles Chart) | 1      |

### 月間チャート
| チャート (1964年)               | 最高位 |
| ------------------------------- | ------ |
| 日本 (ミュージック・マンスリー) | 3      |

### 年間チャート
| チャート (1963年) | 順位 |
| ----------------- | ---- |
| オーストラリア    | 1    |

| チャート (1964年)    | 順位 |
| -------------------- | ---- |
| US Billboard Hot 100 | 1    |
| US Cash Box          | 1    |

### オールタイム・チャート
| チャート (1958年 - 2018年) | 順位 |
| -------------------------- | ---- |
| US Billboard Hot 100       | 48   |

## 認定と売上
| 国/地域               | 認定 | 認定/売上数 |
| --------------------- | ---- | ----------- |
| Belgium               |      | 126,000     |
| スペイン (PROMUSICAE) | Gold | 30,000      |
| イギリス (BPI)        | Gold | 1,810,829   |
| アメリカ合衆国 (RIAA) | Gold | 5,000,000   |
| 概要                  |      |             |
| Worldwide             |      | 12,000,000  |

## カバー・バージョン
本作はカバー・バージョンが多数発表されており、以下のようなものがある。
- アーサー・フィードラー & ボストン・ポップス・オーケストラ - 1964年にインストゥルメンタル曲としてカバーし、Billboard Hot 100で最高位55位を獲得した[58]。
- グラント・グリーン - 1965年録音・1966年発表のアルバム『抱きしめたい』に、ボサノヴァ・アレンジのカバーを収録した[59]。
- アル・グリーン - 1969年にシングル盤として発売された。
- スパークス - 1976年にシングル盤として発売。アイランド・レコードから発売されたアルバム『ビッグ・ビート』（1976年）の再発盤（2006年）にボーナス・トラックとして収録された。
- ダラー（英語版） - 1979年にシングル盤として発売され、全英シングルチャートで最高位9位を獲得した[60]。
- レイクサイド - 1982年にシングル盤として発売され、Hot R&B/Hip-Hop Songs Chartで最高位5位を獲得した[61]。
- 佐藤博 - 1986年に発売されたアルバム『SOUND OF SCIENCE』に収録。
- マニー・マニュエル（英語版） - 1996年に発売された『Tropical Tribute to the Beatles』で、スペイン語でカバー[注釈 6]。
- ジェニファー・スィーヒー（英語版） セレナ（月野うさぎの英語名）役 - 1999年に発売された『美少女戦士セーラームーン』の英語版サウンドトラックに収録。
- クリス・コルファー - 2010年に放送されたフォックス放送のコメディドラマ『glee/グリー』で演奏。
- ヒメーシュ・パテル & リリー・ジェームズ - 2019年に公開された映画『イエスタデイ』で演奏。映画のサウンドトラック盤にも収録された[62]。